# Luanzinho
Luan Martins Pereira (Ariquemes el 21 de abril de 2000), comúnmente conocido como Luanzinho o simplemente Luan Pereira, es un futbolista brasileño, naturalizado emirati que juega como centrocampista ofensivo en el Sharjah. Es internacional con la selección de fútbol de Emiratos Árabes Unidos desde el 25 de marzo de 2025.

## Carrera en el club
Nacido en Ariquemes (Rondônia), Luanzinho se incorporó a las categorías inferiores del Avaí en agosto de 2014.en julio de 2017, fue ascendido al primer equipo por el entrenador Claudinei Oliveira.
El 3 de agosto de 2017, Luanzinho debutó con el primer equipo (y en la Serie A), sustituyendo en la segunda parte a Wellington Simião en la derrota a domicilio por 0-5 ante el Atlético Paranaense. En septiembre, amplió su contrato hasta 2021.

## Vida personal
Su padre, Edson Pereira, fue exfutbolista del Vilhena, mientras que su hermano Renan también fue futbolista y centrocampista, este último también se formó en el Avaí, pero falleció a causa de un tumor cerebral en 2017.

## Palmarés
Avaí
- Campeonato Catarinense: 2019